# Conferencia Nacional de Municipios de México (CONAMM)

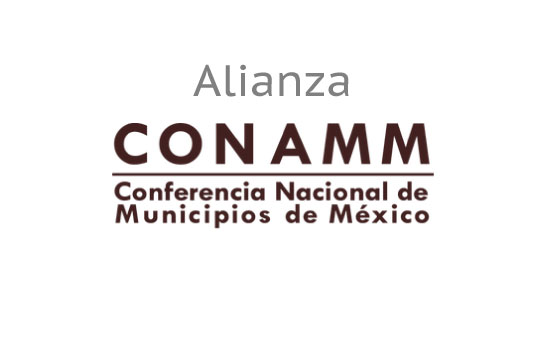
Emblema de la CONAMM

La Conferencia Nacional de Municipios de México es una agrupación de municipios de diversos partidos políticos cuya iniciativa surge en el año 2000. El primer antecedente encuentra su razón en la Declaración de Río de Janeiro en Brasil el 4 de mayo del 2001 en el marco de los trabajos del Congreso Mundial de Alcaldes y cuyo acuerdo destaca la necesidad de unificar el movimiento municipal en México.
Para el 7 de septiembre de 2007 en Cancún, Quintana Roo se firmó el acuerdo de creación participando la AMMAC, AALMAC y FENAMM. En septiembre de 2012, en el marco del foro “Desde lo local” convocado por la ANAC, AALMAC y FENAMM se llevó a cabo la Declaración Municipalista de San Luis Potosí, donde de manera conjunta externaron su voluntad y compromiso para avanzar en la consolidación de una Agenda.
El 31 de enero de 2013 los líderes de la ANAC, AALMAC y FENAMM dieron a conocer la CONAMM y una agenda mínima de 16 puntos para el desarrollo y el fortalecimiento de los municipios, sin distinción partidista y en igualdad de condiciones.
Actualmente se conforma por las siguientes Asociaciones de Municipios:
- Asociación Nacional de Alcaldes (ANAC)
- Federación Nacional de Municipios de México (FENAMM)
- Asociación de Autoridades Locales de México (AALMAC).

## Objetivos de la CONAMM
La CONAMM fue creada a fin de que los municipios del país contaran con un órgano de representación en las principales tribunas del país. Tiene diversos objetivos:
- Impulsar reformas y políticas públicas para el fortalecimiento municipal, a través del establecimiento de relaciones institucionales con órganos que resulte necesario.
- Ofrecer a las alcaldías información para el fortalecimiento de su gestión.
- Propiciar el intercambio de experiencias entre funcionarios municipales.
- Actuar como órgano de consulta, investigación, asistencia técnica, cooperación nacional e internacional, capacitación y difusión para municipios.[3]

## Estructura orgánica
Se integra tanto por sus órganos de gobierno como los técnicos

### Órganos de gobierno
- Asamblea general
- Consejo Nacional
- Buro ejecutivo

### Órganos técnicos
- Secretaría general,
- Junta de directores,
- Consejo consultivo,
- Coordinación seccional dentro de un Estado.

## Presidentes de la CONAMM

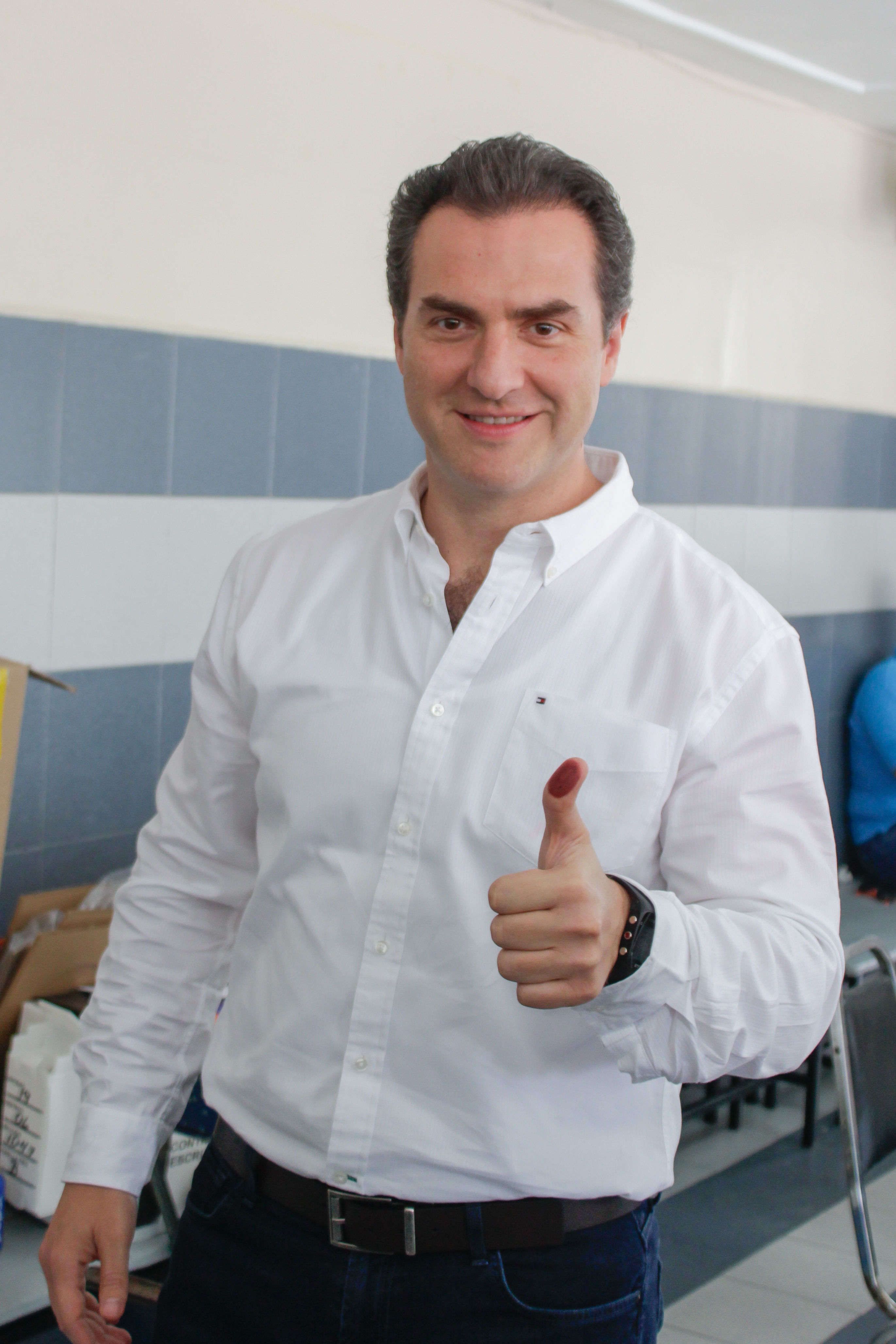
Adrián de la Garza Santos, actual presidente de la CONAMM

El actual presidente de la CONAMM es Adrián de la Garza Santos, quien también es presidente municipal de Monterrey, Nuevo León.
Han ocupado la presidencia de la CONAMM los siguientes expresidentes municipales:
- Eduardo Rivera Pérez,
- Leticia Quezada Contreras,
- Maria Barbara Botello Santibañez[5]
- Renan Barrera Concha[6]
- Jorge Morales Barud,
- Eleazar García Sánchez,
- Isidro López VIllareal,
- José Ramón Enríquez Herrera,
- Francisco Cienfuegos Martínez,
- Laura Lynn Fernández Piña
- María Eugenia Campos Galván.
- Adrián de la Garza Santos.

## Asociaciones integrantes de la CONAMM
La CONAMM se integra por tres asociaciones de municipios.

### Asociación Nacional de Alcaldes (ANAC)
Está integra a los autodenominados municipios humanistas, por pertenecer al Partido Acción Nacional.
Actualmente la preside Mauricio Tabe Echartea, quien también es Alcalde de Miguel Hidalgo, Ciudad de México.

### Federación Nacional de Municipios de México (FENAMM)
Es una asociación municipalista que se integra por Alcaldes, Síndicos, Regidores y Funcionarios de múltiples municipios de nuestro país.
Actualmente la preside Cesar Garza Villareal, quien también es presidente municipal de Apodaca, Nuevo León.

### Asociación de Autoridades Locales de México (AALMAC)
Es una asociación que surge en 1997: "por la necesidad de transformar el modelo del gobierno local y mostrar la visión de la izquierda mexicana".
Actualmente la preside Armando Quintero Martínez, quien también es Alcalde de Iztacalco, Ciudad de México.